# Putte-Stabroek
Putte-Stabroek is het deel van Putte dat in de Belgische gemeente Stabroek is gelegen.
Putte-Stabroek ligt ten westen van de Puttestraat en ten zuiden van de Canadalaan, die de grens met Nederland vormt. Het is in de eerste plaats een woonwijk. In 2008 telde deze 2431 inwoners.
Het is verder tegen de zuidrand van de Brabantse Wal aangelegen. Naar het zuidwesten is er een poldergebied, dat echter sterk verstedelijkt is door de nabijheid van de Haven van Antwerpen.

## Bezienswaardigheden
- Ten westen van Putte-Stabroek liggen landgoederen. Eén daarvan is het landgoed Ravenhof, waarop zich ook het Kasteel Ravenhof bevindt.
- De Antitankgracht direct ten zuiden van de bebouwing

## Nabijgelegen kernen
- Putte, Putte-Kapellen, Kapellen, Stabroek, Berendrecht, Zandvliet